# Anouar El Azzouzi
Pour les articles homonymes, voir El Azzouzi.
Anouar El Azzouzi (en langue amazighe : ⴰⵏoⵓⴰⵔ ⴰⵣⵣoⵓⵣⵉ), né le 29 mai 2001 à Ede aux Pays-Bas, est un footballeur néerlando-marocain qui joue au poste de défenseur.

## Biographie

### Naissance et famille
Anouar El Azzouzi est né à Veenendaal dans la commune d'Ede aux Pays-Bas. Il est issu d'une famille amazigh installée aux Pays-Bas, originaire des montagnes du Rif et plus précisément de la tribu Iboqayen située autour de la ville d'Al Hoceima au Maroc. Il grandit à Venendal, aux Pays-Bas.
Il a un frère jumeau qui n'a que cinq minutes de moins que lui, Oussama El Azzouzi, et un autre frère aîné, Achraf El Azzouzi. Il a aussi un cousin footballeur professionnel, Zakaria El Azzouzi.

### Formation et débuts au FC Dordrecht
À l'âge de dix ans, il est enrôlé avec son frère par le club local VRC Veenendaal, après avoir participé à un tournoi local. Dès lors, il débute l'entrainement sous Vitesse où il s'y entraine sur une période de sept ans.
En 2019, il s'engage avec la NEC Nimègue, un engagement de courte durée car il quitte finalement la NEC en décembre 2020, convaincu d'avoir fait le bon choix, ne voyant pas de perspectives d'avenir concrètes au sein du club.
Le 2 août 2021, il est transféré au FC Dordrecht. Le 5 septembre, soit un mois plus tard, il dispute son premier match professionnel en D2 néerlandaise contre le VVV Venlo, entrant en jeu à la place de Ruggero Mannes, sous la direction de l'entraîneur Michele Santoni (défaite, 0-1). Deux semaines plus tard, il reçoit sa première titularisation contre le SC Telstar. Il inscrit son premier but professionnel de la tête, lors de sa deuxième saison professionnelle, à l'occasion d'un match de championnat contre le Jong AZ, le 17 janvier 2022. Quinze jours plus tard, le 2 février 2022, il signe un contrat professionnel avec le club.

### PEC Zwolle
Le 10 juillet 2023, il signe un contrat avec le PEC Zwolle pour trois saisons, avec une quatrième année en option. Il s'apprête alors à disputer sa première saison en Eredivisie pour la saison 2023-2024 sous la direction de l'entraîneur Johnny Jansen.
Lors de la quatrième journée de championnat, il entre en jeu en tant que défenseur central en remplaçant Bram van Polen contre l'Almere City FC (victoire, 1-2). Son premier match en Eredivisie est marquant puisqu'il écope d'un carton rouge à la 108e minute. Anouar El Azzouzi doit attendre jusqu'au 13 janvier 2024 pour recevoir sa première titularisation en Eredivisie, contre le SC Heerenveen (match nul, 2-2).

### Carrière internationale

#### Parcours junior: Entre les Pays-Bas et le Maroc
En 2018, il est appelé à un camp d'entraînement par l'équipe des Pays-Bas des moins de 19 ans. En novembre 2019, il reçoit sa première convocation avec l'équipe du Maroc des moins de 19 ans, mais ne possède pas encore la nationalité marocaine, étant alors contraint de renoncer à ce rassemblement.
En février 2020, il est appelé à jouer pour l'équipe du Maroc des moins de 20 ans, en compagnie de son frère jumeau Oussama El Azzouzi, afin de participer à la Coupe arabe des nations des moins de 20 ans en Arabie saoudite. Lors de ce tournoi, où il entre en jeu lors d'un match contre le Bahreïn des moins de 20 ans, il inscrit son premier but international (victoire, 4-2). Il inscrit également son deuxième but, lors de ce tournoi, contre le Djibouti (victoire, 6-0). Il reçoit d'autres convocations avec le Maroc -20 ans en juin et en août de la même année.
Disputant les préparations de la CAN U23 avec l'équipe du Maroc olympique, il n'est finalement pas retenu sur la liste finale. En juillet 2023, il déclare lors d'une interview aux Pays-Bas : « Mon choix pour le Maroc est définitif. J'ai joué quelques matchs avec l'équipe du Maroc -20 ans. Nous avons toujours eu une attache avec notre pays, et à la maison, on a toujours regardé le Maroc jouer. »